# Dobrovolni (Kanevskaya, Krasnodar)
Dobrovolni (del ruso: Добровольный) es un jútor del raión de Kanevskaya del krai de Krasnodar del sur de Rusia. Está situado en la orilla izquierda del limán Beisúgskoye, 29 km al noroeste de Kanevskaya y 144 km al norte de Krasnodar, la capital del krai. Tenía 50 habitantes en 2010.
Pertenece al municipio Privolnenskoye. 
muchos lo consideran una granja, está ubicada a orillas del embalse de Beisug , a 20 km al suroeste del centro regional- Kanevskaya .